# Stopnie generalskie i admiralskie
Stopnie generalskie i admiralskie – najwyższe stopnie wojskowe przeznaczone dla najważniejszych dowódców w armiach nieposiadających korpusu marszałkowskiego lub stopnia generalissimusa.
Generał (łac. generalis – główny, nadrzędny) – wprowadzony do obiegu w XVI w. we Francji. W Polsce od XVII w., początkowo jako stopień dowódczy wojsk zaciężnych, później także na oznaczenie dowódców artylerii (generał artylerii).
We współczesnym Wojsku Polskim istnieją cztery stopnie generalskie w Wojskach Lądowych i Siłach Powietrznych:
- generał (od 2002 roku; w latach 1951–1957 oraz 1973–1991 – generał armii) – stopień przewidziany dla szefa Sztabu Generalnego Wojska Polskiego;
- generał broni – przewidziany m.in. dla dowódców rodzajów sił zbrojnych i dowódców korpusów;
- generał dywizji –  przewidziany m.in. dla dowódców dywizji;
- generał brygady – przewidziany m.in. dla dowódców brygad, zastępców dowódców dywizji, szefów zarządów.

Insygniami generała są gwiazdki na pagonach i czapce (odpowiednio od jednej do czterech) oraz wężyki generalskie tak na pagonach, jak i na otoku czapki. Dodatkowo na klapach marynarek i płaszczów znajdują się orzełki generalskie.
Admirał (arab. amir al bahr – dowódca morski) – wprowadzony do obiegu jako dowódca floty w XII w. przez Wenecjan i Genueńczyków.
Stopnie admiralskie w Polskiej Marynarce Wojennej są równorzędnymi odpowiednikami stopni generalskich:
- admirał;
- admirał floty (od 2002 roku; w latach 1921–2002, przed wprowadzeniem czwartego stopnia admiralskiego – admirał);
- wiceadmirał;
- kontradmirał.

Insygniami admirała na pagonach są galony z pętelkami, galony proste (odpowiednio od jednego do czterech) i wężyk admiralski (akselbant) oraz na czapce gwiazdki (odpowiednio od jednej do czterech) na pasku otokowym i wężyk admiralski na  łuku daszka. Dodatkowo na klapach marynarek i płaszczów znajdują się orzełki admiralskie.